# Kanadische Badmintonmeisterschaft 1931
Die Kanadische Badmintonmeisterschaft 1931 fand in Québec statt. Es war die zehnte Auflage der nationalen kanadischen Titelkämpfe im Badminton.

## Titelträger
| Disziplin    | Sieger                            |
| ------------ | --------------------------------- |
| Herreneinzel | Jack M. Taylor                    |
| Dameneinzel  | Ruth Robertson                    |
| Herrendoppel | G. Blackstock Cyril Andrews       |
| Damendoppel  | Marjorie Barrow Marguerite Delage |
| Mixed        | Jack Underhill Eileen George      |